# Werbebanner

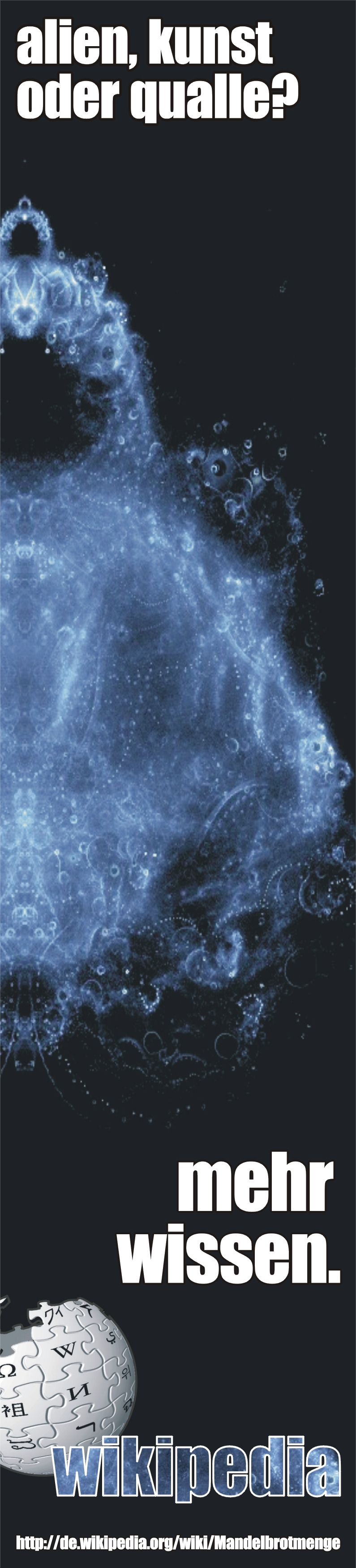
Statisches Banner (Wikipedia)

Werbebanner (Einzahl das, im Netzjargon ist auch „der Banner“ verbreitet) sind eine Form der Internetwerbung. Die Werbung wird dabei als Grafik- oder Animationsdatei, früher meist im GIF- oder Flash-Format, heute vermehrt im JPEG oder HTML-Format, in die Webseite eingebunden. Banner verweisen dann als Hyperlink auf die Website des Werbenden. Banner können in die Seite eingebettet sein, legen sich aber manchmal auch einige Sekunden lang über die Seite. In der Werbeindustrie haben sich verschiedene Standardgrößen etabliert. Seit Mitte der 2000er Jahre verlieren Banner zugunsten von Videowerbung und anderen Werbeformen zunehmend an Bedeutung.

## Geschichte
Eine der ersten Nutzungsformen von Werbebannern, bei denen auch die Wirksamkeit der Online-Werbung gemessen wurde, fand auf dem Online-Magazine HotWired von Wired statt. Das erste Werbebanner schaltete am 24. Oktober 1994 der nordamerikanische Telekommunikationskonzern AT&T, der 30.000 Dollar für die Platzierung seiner Anzeige zahlte. Sie wurde von rund 40 % der Seitenbesucher mit der Computermaus angeklickt.

## Bannerwerbung
Die Bannerwerbung kann im Rahmen eines Partnerprogrammes erfolgen. Diese Partnerprogramme werden von Affiliate-Netzwerken angeboten. Insbesondere private Homepages nehmen häufig an Bannertauschnetzwerken teil, um sich gegenseitig Besucher weiterzuleiten. Größere Websites bedienen sich beim Verkauf der Werbeflächen zumeist eines spezialisierten Vermarkters, während Auswahl, Planung und Einkauf im Sinne der Werbeziele des Kunden durch eine Mediaagentur erfolgt.
Wenn der Besucher das Banner anklickt, wird er automatisch auf die Internetseite des werbenden Unternehmens geführt. Die Betreiber der Internetseite verdienen daran, wie oft das Banner des werbenden Unternehmens bei Besuchern eingeblendet wurde (TKP- bzw. CPM-Modell) oder wie oft Besucher auf das geschaltete Banner geklickt haben (Cost-per-Click (CpC)-Modell). Bei anderen Werbeformen verdient der Betreiber erst bei bestimmten Aktionen, die infolge der Weiterleitung ausgelöst wurden, z. B. einer Bestellung in einem Online-Shop (sogenannte Cost-per-Order- oder Sale-Programme) oder bei Anmeldung auf einer Internetseite (sogenannte Cost-per-Lead- oder Lead-Programme).
Werbebanner sind in der Regel animiert, um mehr Aufmerksamkeit zu erregen. Diese Bewegung und das Blinken werden jedoch oft als störend empfunden. Manche Benutzer haben sich sogar daran gewöhnt, Banner nicht mehr wahrzunehmen, dementsprechend geringer ist heutzutage die Wahrscheinlichkeit, dass ein Besucher ein Banner tatsächlich anklickt. Auch Werbefilter sind immer mehr verbreitet. Werbebanner haben dadurch als Werbeplattform deutlich an Attraktivität verloren. Die Attraktivität eines Banners wird durch die Click-Through-Rate gemessen, d. h. die Zahl der Klicks im Verhältnis zu der Anzahl der Darstell-Vorgänge. Die Konversionsrate gibt dann an, wie viel Prozent der Klicks auf einen Banner zu einem messbaren Abschluss geführt haben (etwa Bestellung eines Produktes oder das Abonnieren eines Newsletters), und kann dazu dienen, Berechnungen über die Wirtschaftlichkeit des Einsatzes von Bannerwerbung zu erstellen.
Neue Formen der Werbung sind zum Beispiel die Pixel-Banner, die im Gegensatz zu den übrigen Varianten nicht auf alleinige Darstellung eines Werbeträgers, sondern auf eine gemeinsam genutzte Werbefläche bauen.

## Banner-Arten

### Statische Banner
Als die ersten Werbebanner entwickelt wurden, konnten die zu dieser Zeit verbreiteten Webbrowser nur statische, also nicht animierte Grafiken anzeigen. Dementsprechend entstanden einfache grafische Banner.
Da Werbebanner aber meist flächenmäßig nicht groß sind, bieten statische Grafiken äußerst wenig Möglichkeiten, um eine Werbebotschaft zu vermitteln. Die einzige Aktionsmöglichkeit ist dabei der Klick, der auf die verlinkte Site des Werbetreibenden führt. Doch selbst ohne Animation können bei statischen Bannern durchaus hohe Klickraten erreicht werden, und zwar wenn die Botschaft für den Nutzer relevant ist. Dies kann durch zwei Dinge beeinflusst werden: 1) ein interessantes Angebot des Werbenden und 2) die richtige Platzierung eines Banners durch eine Mediaagentur. Eine weitere Möglichkeit, Klicks mit einem statischen Banner zu erzielen, sind sogenannte Fake-Banner. So kann das Banner zum Beispiel als Windows-Systemmeldung oder durch das Integrieren von Scrollbalken und ähnlichen Bedienungselementen „getarnt“ werden, so täuscht er dadurch eine Funktion vor und fordert somit eine Klickaktion heraus.

### Bild-Text-Kombinationen
Kombinationen aus statischen Bildern und zugehörigen Kurztexten werden vor allem im Bereich des Performance-Marketings genutzt. Die Anzeigen werden meist im Rahmen von Cost-per-Click- (CPC) oder Cost-per-Lead-Kampagnen (CPL) eingesetzt und eignen sich besonders für abverkaufsorientierte Werbetreibende, bei denen die Wahrnehmung des Markennamens nur eine sekundäre Rolle spielt.
Aus Vermarktungssicht sind diese kleinen Formate meist nur eine Ergänzung zu anderen Werbeformen, mit denen ansonsten ungenutzte Restflächen größerer Portalseiten vermarktet werden.

### Animierte Banner

Beispiel für ein animiertes Banner (Wikipedia)

Hierbei kann durch die gezielte Animation eine Bewegung vermittelt und viel mehr Text untergebracht werden. Das Banner wird damit zum Blickfang und bietet kreatives Potential für Werbeagenturen.
Dazu werden animierte GIFs verwendet. Diese zeigen eine Sequenz von hintereinander in einer Datei untergebrachten Einzelbildern in einer Endlosschleife an. Die Interaktivität jedoch, wird auch bei dieser Bannerform nicht erweitert, ist doch die einzig mögliche Aktion immer noch auf das Anklicken des verlinkten Banners beschränkt.
Da weder server- noch anwenderseitig besondere technische Voraussetzungen erfüllt sein müssen und auch bei der Entwicklung genügend Freiraum für Kreativität vorhanden ist, ist das animierte Banner die zurzeit am häufigsten verwendete Werbeform im Internet. Leider findet die Kreativität jedoch ein schnelles Ende, wenn es um den Speicherplatzbedarf geht. Die diesbezüglich gesetzten Maximalgrößen werden nämlich von animierten Bannern sehr oft erreicht.

### HTML-Banner
Ein HTML-Banner besteht im Gegensatz zu statischen und animierten Bannern nicht nur aus einer einzelnen Grafik, sondern aus einer Reihe von HTML-Elementen, die innerhalb des Quelltextes der Website des Werbeträgers eingefügt werden. Entsprechenderweise können somit gewisse (scheinbar) interaktive Elemente, die auf HTML basieren, wie zum Beispiel Aufklappmenüs und Auswahlfelder, verwendet werden. Selbstverständlich können dabei aber auch Grafiken integriert werden.
Dem Besucher werden dadurch neue Möglichkeiten eröffnet, kann er doch zum Beispiel ein bestimmtes Produkt innerhalb des Banners auswählen und dann durch einen einfachen Klick zu den jeweiligen Informationsseiten gelangen. Wird zusätzlich auch noch JavaScript, eine im HTML-Quelltext integrierbare Programmiersprache, verwendet, so können auch noch andere interaktive Elemente, wie Spiele etc. eingefügt werden.
Ein Responsive Design kann mit CSS und JavaScript auch realisiert werden, so besteht die Möglichkeit, dass der Banner unabhängig von der Größe ist. Der Banner kann so auf unterschiedlich großen Endgeräten unterschiedliche Größen und Gestalten annehmen.

### Nano-Site-Banner
Im Wesentlichen kann man Nanosite-Banner (auch Microsites genannt) als eigene kleine Website in der Größe eines Banners bezeichnen. Hierbei wird auf der Werbefläche eine funktionsfähige Website eingeblendet, wobei beliebig viele und komplexe Website-Bereiche verlinkt werden können. Der entsprechende Inhalt wird dann ebenfalls am selben Werbeplatz angezeigt, wodurch der Besucher die Site des Werbeträgers überhaupt nicht mehr verlassen muss. Denkbar wäre hierbei zum Beispiel die Möglichkeit eines Mini-Shops mit allen zugehörigen Funktionalitäten.
Am Markt werden mittlerweile Lösungen angeboten, mit deren Hilfe, basierend auf einem Produkt-Daten-Export und einer grafischen Vorlage, auf einfache Weise und ohne aufwendige Programmierung Nanosite-Banner bereitgestellt werden können.

### Rich-Media-Banner
Unter „Rich-Media-Banner“ versteht man multimedial aufgewertete Banner, die Video-, Audio- und 3D-Komponenten beinhalten können. Diese Form der interaktiven Werbung basiert häufig auf HTML5-Elementen. Früher wurde vorwiegend auf Flash-Banner gesetzt, diese Technologie wird von vielen Browsern aber nicht mehr unterstützt. Damit determiniert die Entwicklung neuer Verfahren für das Internet dabei auch die der neuen Rich-Media-Bannerarten. Die nutzerinitiierte Einschaltung des Tons durch einen Button oder "mouse over" ist mittlerweile üblich.

### Transactive-Banner
Im Vergleich zu Nanosite-Bannern, die in sich geschlossene Mini-Sites sind, bietet diese Form der Werbung eine noch höhere Variationsmöglichkeit, Interaktivität und Offenheit. Das Wort „transaktiv“ impliziert bereits die Funktionsweise dieser Bannerart. Hierbei können nämlich nicht nur sämtliche relevante Produktinformationen und Verkaufsdienste angeboten werden, vielmehr besteht auch die Möglichkeit, mit anderen Servern zu interagieren, wodurch der Inhalt des Banners von anderen Sites abhängig gemacht und dadurch spontan angepasst werden kann. All dies funktioniert, ohne dass der Besucher die Website des Werbeträgers verlassen muss. Das Unternehmen geht also auch hierbei zum Kunden und nicht umgekehrt. Diese multifunktionalen Banner basieren je nach den technischen Voraussetzungen des Werbeträgers auf Shockwave oder Java. Vorstellbar sind zum Beispiel Nachrichten-, Audio- und Video-Streams, Auktionen und vieles mehr.

### Streaming-Banner
Diese Banner-Variante zeichnet sich durch die Möglichkeit aus, Audio- und Video-Streams zu integrieren. Für die Übertragung der Daten kann dabei prinzipiell jeder Streaming-Verfahren eingesetzt werden. Die besten kreativen und werbetechnischen Möglichkeiten eröffnen sich derzeit jedoch bei der Verwendung in Flash-Banner integrierten Streams, da hierbei auch seitens der schaltenden Website keine besonderen Vorbereitungen getroffen werden müssen. Jedenfalls führt diese Werbeform aufgrund des multimedialen Inhalts zu einer erhöhten Aufmerksamkeit der Besucher und somit zu einem besseren Werbeerfolg. Die Möglichkeiten, die diese Bannervariante eröffnet, sind zudem äußerst vielfältig, können dadurch z. B. umfangreiche Audio- und Video-Kurzfilme, Nachrichten, Vorschau, Filme, Musik, und weitere damit übertragen werden.

### Pixel-Banner
Diese Bannervariante zeichnet sich dadurch aus, dass die Werbefläche nicht für einen einzelnen Werbeträger, sondern für theoretisch beliebig viele zur Verfügung steht, solange genügend Platz vorhanden ist. In der Regel werden dabei Flächen (üblicherweise 1000 × 1000 Pixel in der Gesamtgröße) in Blockgrößen (z. B. 10 × 10 Pixel) meist im GIF- oder JPEG-Format zu Festpreisen verkauft. Auf diesen Bereichen können dann kleine Bildchen eingeblendet werden, die mit einem beschreibenden Text und einem Link versehen sind.
Besucher von Pixel-Banner-Seiten unterscheiden sich in der Regel vom sonst üblichen „zufälligen“ Besucherstrom. In diesem Fall werden die Werbeseiten aus unterschiedlicher Motivation (reines Interesse, Neugierde, Langeweile) angeklickt und nicht forciert aufgezwungen. Durch die Freiwilligkeit des Anschauens vergrößert sich automatisch auch der Besucherstrom, der über dieses Werbemedium auf die beworbenen Webseiten fließt.

## Standardgrößen
Bis in die frühen 2000er Jahre galt das Format 468 × 60 Pixel als am weitesten verbreitet. Das Interactive Advertising Bureau (IAB) legt für den US-amerikanischen Raum folgende Standardgrößen fest (angegeben in Breite × Höhe in Pixel):
| Größe     | Bezeichnung                                          |
| --------- | ---------------------------------------------------- |
| 300 × 250 | Medium Rectangle (auch Content Ad/Boombox)           |
| 250 × 250 | Square Pop-Up                                        |
| 240 × 400 | Vertical Rectangle                                   |
| 336 × 280 | Large Rectangle                                      |
| 180 × 150 | Rectangle                                            |
| 400 × 400 | Superstitial / Flying Layer / AdLayer / Interstitial |

| Größe     | Bezeichnung                                  |
| --------- | -------------------------------------------- |
| 468 × 60  | Full Banner                                  |
| 234 × 60  | Half Banner                                  |
| 88 × 31   | Micro Bar                                    |
| 120 × 90  | Button 1                                     |
| 120 × 60  | Button 2                                     |
| 120 × 240 | Vertical Banner                              |
| 125 × 125 | Square Button                                |
| 728 × 90  | Leaderboard / Superbanner / Supersize Banner |

| Größe     | Bezeichnung     |
| --------- | --------------- |
| 160 × 600 | Wide Skyscraper |
| 120 × 600 | Skyscraper      |
| 300 × 600 | Half Page Ad    |

Für den deutschsprachigen Raum hat der Online-Vermarkterkreis (OVK) im Bundesverband Digitale Wirtschaft (BVDW) auf Basis der Universal AdPackage die folgenden Größen definiert, die derzeit als Standard gelten:
| Bezeichnung                 | Pixel           | Gewicht | Mögliche Formate | Seitenverhältnis |
| --------------------------- | --------------- | ------- | ---------------- | ---------------- |
| Super Banner                | 728 × 90        | 40K     | GIF/JPG/Flash    | 8,1              |
| Wide Skyscraper             | 160 × 600       | 40K     | GIF/JPG/Flash    | 1:3,75           |
| Rectangle                   | 180 × 150       | 40K     | GIF/JPG/Flash    | 1,2              |
| Medium Rectangle            | 300 × 250       | 40K     | GIF/JPG/Flash    | 1,2              |
| Wide Skyscraper alternative | 200 × 600       | 40K     | GIF/JPG/Flash    | 1:3              |
| Standard Skyscraper         | 120 × 600       | 40K     | GIF/JPG/Flash    | 1:5              |
| Universal Flash Layer       | 400 × 400       | 40K     | Flash            | 1                |
| Expandable Skyscraper       | 420 (160) × 600 | 40K     | GIF/JPG/Flash    | 1:1,4 (1:3,75)   |
| Full Banner                 | 468 × 60        | 40K     | GIF/JPG/Flash    | 7,8              |
| Expandable Super Banner     | 728 × 300 (90)  | 40K     | GIF/JPG/Flash    | 2,4 (8,1)        |
| Flash Layer                 | individuell     | 40K     | Flash            |                  |

Vergleich der Größen

Die vier Formate "Super Banner", "Rectangle", "Medium Rectangle" und "Wide Skyscraper" sind Teil des "Universal Ad Package", eines weltweit anerkannten Standards, der durch das US-amerikanische Interactive Advertising Bureau (IAB US) entwickelt wurde. Die Werbeformate des Universal Ad Package sind nicht nur international anerkannt, sondern sind in ihrer Wirkung auch nachweislich besser als klassische Formate.
Daneben hat sich vor allem in Weblogs ein Microbutton genanntes Format von 80 × 15 Pixel durchgesetzt, das auch gern als Textlink-Ersatz eingesetzt wird, etwa als RSS-Icon.

## Adserver
Die technische Infrastruktur zur Auslieferung von Bannern wird unter dem Begriff Adserver subsumiert. Diese Systeme werden sowohl von den Vermarktern und Website-Betreibern als auch auf Seiten von Agenturen und Werbekunden eingesetzt. In die Webseiten werden Platzhalter für Werbung als Links integriert (sog. Adtags) und beim Aufruf einer Seite durch den Nutzer mit Werbung gefüllt. Damit können verschiedene Banner und Werbekunden auf demselben Platz rotieren. Der Einsatz von "Adservern" ermöglicht zudem die Auslieferungskontrolle und erleichtert den Motivwechsel.

## Marktvolumen
Die Anbieter von Bannerwerbung im deutschen Markt sind im Online-Vermarkter-Kreis (OVK) im Bundesverband Digitale Wirtschaft (BVDW) e. V. organisiert und veröffentlichen regelmäßig in Zusammenarbeit mit Nielsen Media Research den OVK Online-Report mit Zahlen zum Marktvolumen. Demnach wurde 2007 mit klassischer Onlinewerbung (die im Wesentlichen deckungsgleich mit Bannerwerbung ist) in Deutschland ein Bruttoumsatz von 1,479 Mrd. Euro erzielt. Damit wird etwa jeder zweite Euro, der in Deutschland in Onlinewerbung investiert wird, in diese Werbeform gesteckt. Thomson Media Control kam im Auftrag des Branchenverbandes Bitkom für 2007 auf den geringeren Wert von 976 Mio. Euro, was auf die unterschiedliche Berücksichtigung von Rabatten zurückzuführen ist.

## Mediaplanung
Analog zum Vorgehen in den klassischen Medien wird im Rahmen der affinitätsbasierten Mediaplanung auf Basis soziodemographischer Daten die Struktur der Nutzer einer Website mit der Zielgruppe einer Kampagne verglichen. Die hierfür erforderliche Datenbasis wird für den deutschen Markt von der Arbeitsgemeinschaft Online Forschung (AGOF), die im Wesentlichen von den Anbietern finanziert und getragen wird. Alternativ kann durch Targeting auch der Einsatz von Bannern auf einen definierten Kreis von Besuchern begrenzt werden. Bezugspunkte hierfür sind soziodemographische Daten, aber auch das beobachtete Nutzungsverhalten. Schließlich ist in der Praxis auch die massenhafte, eher ungezielte Streuung von Bannern auf Basis von Pay-per-Click- oder Niedrig-TKP-Modellen zu beobachten.
Bei allen Planungsmethoden werden üblicherweise die Aufwendungen für die Bannerschaltung in Relation zu den über das "web controlling" ermittelten Umsätze gesetzt, um die Wirtschaftlichkeit der Kampagne zu gewährleisten. Stehen Marken-Überlegungen ("branding") im Mittelpunkt der Kampagne, so kann über begleitende Umfragen die Auswirkung der Bannerwerbung auf Faktoren wie Bekanntheit, Marken-Wahrnehmung ("brand awareness") oder Kaufabsicht gemessen werden.

## Psychische Wirkung
Obwohl Werbebanner weit verbreitet sind und ihre Effizienz zur Neukundengewinnung und Umsatzsteigerung von praktisch allen professionellen Werbungtreibenden permanent überwacht und nachgewiesen wird, steht die Wirkung immer wieder in der Kritik. 1998 zeigte eine Studie, dass Internetnutzer unter „Bannerblindheit“ „leiden“, das heißt ihren Inhalt überhaupt nicht verarbeiten. 2001 demonstrierte eine andere Studie, dass Banner eine Webseite in den Augen ihrer Nutzer unseriös machen. 2004 zeigte eine Untersuchung, dass Werbebanner die „gefühlte Arbeitslast“ beim Durchsuchen einer Webseite stark erhöhen, obwohl der Inhalt der Banner selbst nicht verarbeitet wird. Diese Erkenntnisse der Forschung zur Gebrauchstauglichkeit (Usability) werden oft nicht umgesetzt, da Werbebanner für zahlreiche Webangebote den größten Beitrag zur Refinanzierung leisten.
Nach einer Studie von Adtech betrug die Klickrate auf Werbebanner im November 2004 noch 0,33 Prozent und sank bis März 2007 auf 0,18 Prozent. Hierbei handelt es sich allerdings um einen groben Mittelwert, der bei großen Formaten in affinen Umfeldern deutlich überschritten, bei ungezieltem Einsatz kleiner Formate aber auch deutlich unterschritten werden kann.
Auf ihre psychische Wirkung zielen auch Formen der Bannerwerbung ab, die bewusst mit den Nutzungsgewohnheiten des Surfers brechen. Der „Bannerblindheit“ soll dabei durch mehr oder weniger aufgezwungene Beschäftigung mit der Werbung entgegengewirkt werden. Beispiele hierfür sind vertauschte oder missverständlich gestaltete Schaltflächen in Layer Ads oder Banner, die durch bloßes Berühren mit dem Mauszeiger Pop-ups öffnen. Der damit verbundene Ärger wird zugunsten der erhöhten Aufmerksamkeit in Kauf genommen.

## Filter
Es gibt auch spezielle Software, um Banner und andere Formen der Online-Werbung zu unterdrücken. Diese sind bei einigen Browsern wie Opera, Konqueror und Mozilla Firefox zum Teil bereits integriert, bei anderen lassen sie sich nachrüsten. Anhand von speziellen Filterregeln versuchen solche Programme, Werbebanner von zur Webseite gehörenden Bildern zu unterscheiden, was nicht in allen Fällen gelingt.
Das Blockieren der Werbung geht allerdings zu Lasten des Webseitenbetreibers. Gerade bei kleineren Angeboten ist die Vermietung von Werbeflächen die einzige Aufwandsentschädigung.
Möglichkeiten der Filterung:
- Blockieren ("block"): Als Werbebilder identifizierte Bilder werden nicht geladen und damit auch nicht dargestellt.
- Wegwerfen ("load and discard"): Werbegrafiken werden zwar geladen, aber nicht dargestellt.